# Уортингтон, Фрэнк
Фрэ́нк Стю́арт Уортингтон (англ. Frank Stewart Worthington; 23 ноября 1948, Галифакс, Уэст-Йоркшир — 22 марта 2021, Хаддерсфилд, Йоркшир и Хамбер) — английский футболист и футбольный тренер, играл на позиции нападающего. За свою футбольную карьеру играл за 24 разных клуба, большая часть из которых были английскими.

## Биография

### Игровая карьера
Уортингтон в течение шести сезонов играл за «Хаддерсфилд Таун», отыграв четыре сезона во Втором дивизионе. В составе «терьеров» он был одним из лучших бомбардиров. В 1970 году «Хаддерсфилд» вернулся в Первый дивизион. Первый матч в Первом дивизионе сыграл 15 августа 1970 года против «Блэкпула» — «Хаддерсфилд» выиграл со счётом 3:0 и и один из мячей был забит Уортингтоном.
В августе 1972 года Уортингтон перешёл в «Лестер Сити»; сумма трансфера составила 80 000 фунтов стерлингов. За «лис» играл в течение пяти сезонов, сыграв 210 матчей и забил 72 гола. Затем в течение двух сезонов играл за «Болтон Уондерерс». Среди клубов в которых играл Уортингтон, были клубы из США, Швеции и ЮАР, но основная его карьера прошла в Англии. В его карьере были такие английские клубы, как «Бирмингем Сити», «Лидс Юнайтед», «Саутгемптон», «Сандерленд». Всего за свою карьеру сменил 24 разных клуба, последним из которых стал «Галифакс Таун». Всего на профессиональном уровне сыграл 846 матчей и забил 267 мячей.

### Тренерская карьера
С 1985 по 1987 год был играющим тренером «Транмир Роверс».

### Семья
Двое его старших братьев Дэйв и Боб также были футболистами, но играли в низших лигах.

### Смерть
Скончался 22 марта 2021 года в Хаддерсфилде после продолжительной болезни в возрасте 72 лет.